# YOONSANG SONGBOOK：Play With Him!
《Play With Him!》은 대한민국의 작곡가 겸 가수의 윤상의 곡을 동료, 후배 아티스트들이 재해석한 일종의 헌정앨범 성향을 띠는 SONGBOOK 음반이다. 참여한 인물 중 유일하게 음악인이 아니라 배우인 이선균은 〈소년〉에서 보컬을 맡았으며 윤상의 팬으로서,  2009년 10월에는 그의 콘서트장을 찾아가 응원차 공연을 관람하기도 했다.

## 수록곡

### CD I
전체 작곡: 윤상
| #   | 제목                                     | 작사   | 편곡            | 재생 시간 |
| --- | ---------------------------------------- | ------ | --------------- | --------- |
| 1.  | 〈IN → Play with me!〉 (bk!& K MPM Mix)  |        | bk!(Astro Bits) | 1:51      |
| 2.  | 〈이별 없던 세상〉 (김형중+haihm)        | 노영심 | haihm           | 4:11      |
| 3.  | 〈랄랄라〉 (소녀시대+윤상)               | 박창학 | 윤상            | 4:00      |
| 4.  | 〈Runner's High〉 (PEPPERTONES)          | 박창학 | PEPPERTONES     | 2:48      |
| 5.  | 〈행복을 기다리며〉 (My Aunt Mary)       | 박창학 | My Aunt Mary    | 4:04      |
| 6.  | 〈한 걸음 더〉 (Sweet Sorrow)            | 박창학 | Sweet Sorrow    | 2:42      |
| 7.  | 〈배반〉 (노영심)                        | 박창학 | 노영심          | 8:11      |
| 8.  | 〈마지막 거짓말〉 (junø)                 | 박창학 | junø            | 5:56      |
| 9.  | 〈이별의 그늘〉 (Lucia of Ahn Trio+junø) | -      | junø            | 4:46      |
| 10. | 〈사랑이란〉 (엄정화, 박지만)            | 박창학 | 박지만          | 7:22      |

### CD II
전체 작곡: 윤상
| #   | 제목                                 | 작사           | 편곡                    | 재생 시간 |
| --- | ------------------------------------ | -------------- | ----------------------- | --------- |
| 1.  | 〈El camino〉 (정재일)               |                | 정재일                  | 4:11      |
| 2.  | 〈소리〉 (W & Whale)                 | 박창학         | W(Where the Story Ends) | 3:11      |
| 3.  | 〈넌 쉽게 말했지만〉 (조원선)        | 윤상           | 윤상                    | 4:56      |
| 4.  | 〈새벽〉 (유희열)                    | 박창학         | 유희열                  | 3:57      |
| 5.  | 〈너에게〉 (김태형+Kayip)            | 박창학         | Kayip                   | 4:23      |
| 6.  | 〈가려진 시간 사이로〉 (윤건)        | 박주연         | 윤건                    | 4:07      |
| 7.  | 〈흩어진 나날들〉 (Casker)           | 강수지         | Casker                  | 3:59      |
| 8.  | 〈소년〉 (이선균+박지만)             | 박창학         | 박지만                  | 4:47      |
| 9.  | 〈질주〉 (Astro Bits)                | 신해철, 박창학 | bk!                     | 3:56      |
| 10. | 〈OUT → Play With Him!〉 (AtPwM mix) |                | haihm                   | 3:39      |

## 참여
이 목록은 해당 앨범의 부클릿에서 발췌하였다.
| 세션 - Tim H Lee - F.X(3) - 박지만 - 신시사이저 솔로(5) - Lucia Ahn - 피아노(9) - Terry Kim - 피아노(10) 스탭 - haihm - 믹싱(1) - 윤상 - 프로듀서(3) - PEPPERTONES - 프로듀서/믹싱(4) - My Aunt Mary - 프로듀서(5) - Sweet Sorrow - 프로듀서(6) - 노영심 - 프로듀서(7) - junø - 프로듀서/믹싱(8, 9), 샘플링(8) - 곽은정 - 프로세싱(9) - (Hub 스튜디오) - 녹음(1~4, 8, 10) - (Jun 스튜디오) - 믹싱(3, 5, 7, 10) - 박지만 - 프로듀서(10) - 허은숙(Hub 스튜디오) - 녹음(1~4, 8, 10) - 임진선(Fluxus 스튜디오) - 녹음(5) - 최영희, 김석민(Xanadu 스튜디오) - 녹음(6) - 정기홍(서울 스튜디오) - 녹음(7) - John Kilgore(John Kilgore Sound&Recording) - 녹음(9) - 김병국(Film the days) - 믹싱(6) | 세션 - The Strings - 현악(1) - 김웅식 - 장구, 꽹과리(1) - Kabeto - 글, 목소리(1) - 이상순 - 전기 기타(3), 어쿠스틱 기타(5) - Yuki - 신시사이저(3, 5) - 신재평(PEPPERTONES) - 리듬 프로그래밍(4) - 함춘호 - 기타(4) - 하림 - 아코디언(5) - 박호연 - 어쿠스틱 기타(7) - 조윤정 - 바이올린(7) 스탭 - 정재일 - 프로듀서(1) - W(Where The Story Ends) - 프로듀서(2) - 윤상 - 프로듀서/믹싱(3) - 유희열 - 프로듀서(4) - Kayip - 프로듀서(5) - 윤건 - 프로듀서(6) - Casker - 프로듀서(7) - 박지만 - 프로듀서(8) - bk!(Astro Bits) - 프로듀서(9) - haihm - 믹싱(10) - 김병국(Hub 스튜디오) - 녹음 (1) - (Film the days) - 믹싱(1) - 노양수, 송주영(T 스튜디오) - 현악 녹음(1) - 심진보(Fluxus 스튜디오) - 녹음/믹싱(2) - 임진선, 민성환(Fluxus 스튜디오) - 녹음(2) - DK Cha - 녹음(3) - 곽은정(Hub 스튜디오) - 녹음(4, 5, 7~10) - (Jun 스튜디오) - 녹음(6), 믹싱(4~10) - 허은숙(Hub 스튜디오) - 녹음(4, 5, 7~10) |

### 스탭
- 박창학 - 프로듀서
- Tom Brick(Absolute Audio) - 마스터링
- ageha - 디자인, 아트워크
- 김기홍(ode 뮤직) - 이그제큐티브 프로듀서, A&R
- 손명규 - 이그제큐티브 프로듀서